# توییست (ترانه)
«توییست» (به انگلیسی: The Twist) ترانه‌ای ساختهٔ هنک بالارد است. این قطعه اولین بار در سال ۱۹۵۸ توسط گروه هنک بالارد اند د میدنایترز ضبط شد اما کمپانی وی-جی رکوردز آن را منتشر نکرد. یک سال بعد ترانه به‌عنوان بی-ساید قطعهٔ «قطره‌های اشک روی نامه‌ات» منتشر شد که موفقیت نسبی داشت و تا ردهٔ بیست و هشتم ۱۰۰ تک‌آهنگ داغ بیلبورد صعود کرد.
در سال ۱۹۶۰ چابی چکر نسخهٔ جدیدی از «توییست» را اجرا کرد که به نمادی از انرژی و هیجان در آغاز آن دهه تبدیل شد. این ترانه‌ای بود که به همه‌گیر شدن رقص توییست انجامید و پیرو محبوبیت دیوانه‌وار ایجاد شده آثار دیگری هم با آن مضمون ساخته و منتشر شدند مانند «توییست برقص و فریاد بکش» از آیزلی برادرز (۱۹۶۱).
در هفتهٔ اول اوت ۱۹۶۰ «توییست» چابی چکر وارد جدول بیلبورد شد و این در حالی بود که هنوز نسخهٔ بالارد در آن جدول حضور داشت. «توییست» چابی چکر اولین ترانه‌ای است که در دو دورهٔ زمانی مختلف شمارهٔ ۱ بیلبورد هات ۱۰۰ شده‌است. این اجرا یک‌بار در زمان انتشار اولیه‌اش و در ۱۹ سپتامبر ۱۹۶۰ صدرنشین آن جدول شد و برای ۱ هفته آن جایگاه را حفظ کرد. مرتبهٔ دوم در ۱۳ ژانویهٔ ۱۹۶۲ بود که «توییست» چابی چکر به آن جایگاه رسید و برای ۲ هفته در آن رتبه قرار داشت. در سال ۲۰۱۸ مجلهٔ بیلبورد به‌مناسب ۶۰ سالگی جدول بیلبورد هات ۱۰۰ فهرستی از برترین ترانه‌هایی که شمارهٔ ۱ آن جدول شده‌اند منتشر کرد که اجرای چابی چکر از «توییست» در صدر آن قرار دارد.
مجلهٔ رولینگ استون در سال ۲۰۰۳ و در انتخاب «۵۰۰ ترانهٔ برتر همهٔ زمان‌ها»، نسخهٔ چابی چکر از «توییست» را در رتبهٔ ۴۵۷ فهرستش قرار داد. این اجرا در سال ۲۰۱۳ در فهرست ملی ضبط اصوات ایالات متحدهٔ آمریکا ثبت شد.